# Тугаєво (Бураєвський район)
Туга́єво (рос. Тугаево, башк. Туғай) — присілок у складі Бураєвського району Башкортостану, Росія. Входить до складу Кушманаковської сільської ради.
Населення — 229 осіб (2010; 267 у 2002).
Національний склад:
- башкири — 84 %